# الفیضه، حماة
الفیضه (به عربی: الفیضة) یک روستا در سوریه است که در ناحیه حمرا واقع شده‌است. الفیضه ۲۴۰ نفر جمعیت دارد.